# Janusz Wojnarowicz
Janusz Wojnarowicz (ur. 14 kwietnia 1980 w Tychach) – polski judoka, sześciokrotny medalista mistrzostw Europy, wychowanek klubu PKS Katowice. Obecnie jest zawodnikiem Czarnych Bytom. Od 2010 gra w futbol amerykański w barwach Gliwice Lions (PLFAI) – numer 54; linia ataku. Jest kuzynem piłkarza Jakuba Błaszczykowskiego.

## Życiorys
Niezwykle utytułowana postać polskiego judo. Obecnie jest członkiem kadry olimpijskiej i narodowej. Występuje w dwóch kategoriach: +100 kg oraz Open i właśnie w nich wielokrotnie sięgał po Mistrzostwo Polski. Do swoich życiowych sukcesów z pewnością może zaliczyć srebrny medal Mistrzostw Europy w Rotterdamie (2005) i Tampere (2006). W 2002, 2010 i w 2011 roku wywalczył brązowe medale Mistrzostw Europy.
Dodatkowo zajął siódme miejsce podczas Mistrzostw Europy w Düsseldorfie (2003) oraz również siódme miejsce podczas Mistrzostw Świata w Osace (2003).
W swoim starcie w kategorii +100 kg na Igrzyskach w Pekinie Wojnarowicz w pierwszej rundzie miał wolny los, następnie pokonał przez ippon zawodnika z Mongolii Makhgala Bayarjavhlana. W trzeciej rundzie przegrał z Uzbekiem Abdullo Tangrijewem. Ostatecznie zakończył udział w igrzyskach przegrywając w repasażach z Andreasem Tölzerem z Niemiec. Podczas Igrzysk w Londynie Wojnarowicz przegrał w pierwszej rundzie z Francuzem Teddy Rinerem.
Jest żołnierzem Wojska Polskiego w stopniu starszego szeregowego.
Podczas Światowych Wojskowych Igrzysk Sportowych 2011 zdobył brązowy medal w rywalizacji drużynowej. Rok wcześniej, podczas Mistrzostw Europy Wojskowych w Judo 2010, zdobył złoty medal w kategorii powyżej 100 kilogramów. Podczas Wojskowych Mistrzostw Świata w Astanie (2013) zdobył dwa brązowe medale: indywidualnie (kat. +100 kg), oraz w drużynie.
Posiada 6 dan.